# 巴西原住民
巴西原住民是指在1500年左右欧洲人抵達巴西之前，就已居住在巴西的約2000个部落和民族。在欧洲人剛來到巴西時，不少處於半游牧部落狀態下的巴西原住民以狩獵、捕魚、采集和农业为生。许多部落由于欧洲人的定居而灭绝，同時歐洲人帶來的疾病也促使原住民人口減少，還有许多部落被歐洲人同化。巴西原住民从哥伦布时代前的200万至300万的人口下降至1997年的30万左右。根据2010年巴西地理统计局的人口普查，有81.7万的巴西人認同自己为原住民。1985年的一项语言调查发现，有188种原住民语言依舊在使用，使用人口為155,000人。2007年1月18日，根據国家印第安人基金会發佈的報告，巴西仍有67个未接觸部落，比2005年已知的40个部落有所增加。這使得巴西超过了新幾內亞，成为世界上未接触民族最多的国家。